# Josef Hopferwieser
Josef Hopferwieser (* 25. Mai 1938 in Graz; † 9. Juli 2015 ebenda) war ein österreichischer Opernsänger in der Stimmlage Tenor.

## Leben und Wirken
Hopferwieser stammte aus einer musikalischen Grazer Familie. Sein Vater Josef Hopferwieser (1907–1999) war dort Orgelbauer. Schon früh begann Josef Hopferwieser mit dem Klavierspiel, wozu er gerne sang. Zum Gesang als Beruf kam er jedoch mehr aus Zufall. Er absolvierte zuerst eine Ausbildung als Maler und Lackierer im Kfz-Bereich und führte eine eigene Werkstatt in Graz. Nachdem 1960 die Grazer Akademie eröffnet worden war, erhielt er dort ab dem Alter von 18/19 Jahren seine Gesangsausbildung bei der Sopranistin Herma Handl. An der Grazer Akademie studierte er etwa ein Jahr als außerordentlicher Schüler neben seinem eigentlichen Beruf. Auf Anraten seiner Lehrerin ging Hopferwieser zum Vorsingen bei einer Wiener Künstleragentur. Dort wurde er von den damaligen Braunschweiger Theaterleitern Heribert Esser und Hellmuth Matiasek entdeckt und sofort als lyrischer Tenor nach Braunschweig engagiert.
1964 gab er sein professionelles Debüt als Opernsänger am Staatstheater Braunschweig mit der Rolle des Grafen Almaviva in der Oper Der Barbier von Sevilla. Weitere Rollen in seiner Braunschweiger Zeit waren Fenton in Falstaff, Don Ottavio, der Herzog von Urbino in der Operette Eine Nacht in Venedig sowie die beiden Buffotenor-Rollen Brighella und Tanzmeister in Ariadne auf Naxos. Es folgten weitere Festengagements, zwei Jahre am Opernhaus Essen (1967–1969), und anschließend vier an der Oper Frankfurt (1969–1973), wo er neben lyrischen Partien wie Lindoro in L’italiana in Algeri (an der Seite von Agnes Baltsa) allmählich das jugendliche Heldentenor-Fach übernahm. In Frankfurt sang er Partien wie Alwa in Lulu (mit Anja Silja in der Titelrolle und dem Dirigenten Christoph von Dohnányi am Pult), die Titelrolle in Hoffmanns Erzählungen, Tom Rakewell in The Rake’s Progress, die Titelrolle in Margarethe (mit Julia Varady; Regie: Bohumil Herlischka) und Don José in Carmen (1973; Regie: Jean-Pierre Ponnelle), sowie einige Partien des italienischen Fachs, wie die Titelrolle in Don Carlo und Riccardo in Un ballo in maschera. In Frankfurt vollzog Hopferwieser schließlich auch dauerhaft den Fachwechsel vom Lyrischen Tenor zum Jugendlichen Heldentenor.
Im Oktober 1970 debütierte er an der Wiener Staatsoper; er sang die Titelpartie in Hoffmanns Erzählungen. Im Sommer 1972 gastierte bei den Seefestspielen Mörbisch als Herzog in Eine Nacht in Venedig. Daraufhin erhielt er ein Vorsingen für die Wiener Staatsoper. Im Mai 1973, nach anderen Quellen mit Beginn Spielzeit 1973/74, wurde er dort festes Ensemblemitglied. Dort hatte er ständig etwa 15–20 Rollen im Repertoire, wobei er sich insbesondere auf die Komponisten Richard Wagner und Richard Strauss konzentrierte. Er gehörte der Wiener Staatsoper bis zu seiner Pensionierung 1998 ohne Unterbrechung an. Er sang an der Wiener Staatsoper über dreißig verschiedene Rollen in insgesamt 472 Vorstellungen.
Zu seinen Rollen an der Wiener Staatsoper gehörten u. a. Erik in Der fliegende Holländer, Walther von Stolzing in Die Meistersinger von Nürnberg, Narraboth, Matteo in Arabella (1977–1981, u. a., mit Gundula Janowitz in der Titelpartie), später auch Herodes in Salome (erstmals im Sommer 1993 in Wien), Aegisth in Elektra, Bacchus in Ariadne auf Naxos, Graf Elemer in Arabella (insg. in über 60 Aufführungen, etwa die Hälfte davon an der Wiener Staatsoper), Wirt in Der Rosenkavalier, Steva in Jenůfa und der Kavalier in Cardillac. In über 60 Vorstellungen interpretierte er den Gesangslehrer Alfred in der Operette Die Fledermaus. Darin persiflierte er im 3. Akt mit Gesangseinlagen aus Wagner-Opern auch sein eigenes Image als Heldentenor. Im April 1998 sang Hopferwieser seine letzten Vorstellungen an der Wiener Staatsoper: Herodes und, als letzte Partie, den 1. Geharnischten in Mozarts Oper Die Zauberflöte. In Wien sang er regelmäßig auch an der Wiener Volksoper. Im September 1973 sang er dort, mit Renate Holm als Marie, den Hans in der Oper Die verkaufte Braut im Rahmen der Wiedereröffnung der neu renovierten Volksoper. 1975 sang er an der Wiener Volksoper den Offizier Phoebus in der selten gespielten, spätromantischen Oper Notre Dame von Franz Schmidt. In der Spielzeit 1988/89 sang er an der Wiener Volksoper den Ersten Geharnischten in Mozarts Die Zauberflöte in einer Übernahme der Savary-Inszenierung von den Bregenzer Festspielen.
Am 26. September 1989 wurde ihm der Berufstitel „Österreichischer Kammersänger“ verliehen.
In der Spielzeit 1978/79 trat er an der Staatsoper Berlin als Matteo, Bacchus und Kaiser in Die Frau ohne Schatten auf.  In der Spielzeit 1979/80 gastierte er im Rahmen der sogenannten „Festlichen Opernabende“ am Nationaltheater Mannheim als Matteo in Arabella (Dezember 1979); er machte dabei „nicht nur tenoral eine gute Figur, sondern sang auch exemplarisch wortverständlich“. In der Spielzeit 1980/81 sang er am Stadttheater Bern „stilsicher und mit Geschmack“ die Partie des Admète in Alceste. In der Spielzeit 1981/82 übernahm er am Stadttheater Gießen den Erik in einer Holländer-Neuinszenierung (Premiere: April 1982); er sang mit „strahlendem Dauerforte“, wirkte jedoch „eintönig“. In der Spielzeit 1982/83 gastierte er am Opernhaus Kiel mit der Partie des Walther von Stolzing (Premiere: Oktober 1982; Regie: Werner Saladin); er ging seine Rolle mit „vielversprechendem, etwas baritonal gefärbtem Material an, das besonders im forte und in der Höhe Leuchtkraft besitzt, im mezzoforte bei der Mittellage manchmal leicht angerauht ansetzt.“ Im Oktober 1983 gastierte er am Badischen Staatstheater Karlsruhe in einer konzertanten Aufführung von Richard Wagners Frühwerk Die Feen; er sang die Partie des Arindal. Im Januar 1984 gastierte er an der Berliner Staatsoper als Florestan in Fidelio. Im Juli 1985 sang er am Staatstheater Karlsruhe den Kaiser in der Strauss-Oper Die Frau ohne Schatten. In der Spielzeit 1985/86 gastierte er am Staatstheater Mainz als Titelheld in Tannhäuser.
Hopferwieser gastierte außerdem mehrfach an der Bayerischen Staatsoper München, u. a. als Kavalier in Cardillac (Premiere Spielzeit 1982/83; Wiederaufnahme Spielzeit 1984/85) und 1987 als Froh in Das Rheingold, sowie dort immer wieder, u. a. auch im Jänner 1984, als Musiklehrer Alfred in Die Fledermaus. 1986 sang er in München in der Uraufführung der Oper Troades von Aribert Reimann die Partie des Menelaos und wirkte auch in der Schallplattenaufnahme dieses Werks mit. In der Spielzeit 1990/91 gastierte er an der Bayerischen Staatsoper als Tambourmajor in Wozzeck.
An der Deutschen Oper Berlin gastierte er ebenfalls mehrfach. Zum Saisonbeginn 1980/81 sang er „mit hell strahlendem Tenor“ den Bacchus in Ariadne auf Naxos, im März 1986 den Walther von Stolzing; weiters gastierte er dort als Tambourmajor in Wozzeck, mit Karan Armstrong als Partnerin.
Er gab auch Gastspiele an der Staatsoper Stuttgart, an der Hamburgischen Staatsoper (u. a. im Dezember 1984 als Graf Elemer in der letzten Arabella-Aufführungsserie der Inszenierung von Otto Schenk) und mehrfach an der Deutschen Oper am Rhein (u. a. als Don José). Im Mai 1989 gastierte er, gemeinsam mit dem Ensemble der Deutschen Oper, im Rahmen der Internationalen Maifestspiele am Staatstheater Wiesbaden „mit einer guten Sängerleistung“ als Tichon in Katja Kabanowa. Im Februar 1992 gab er am Staatstheater Braunschweig sein Rollendebüt als Hermann in der Oper Pique Dame. Im Februar 1992 und im Februar 1993 gastierte er an der Staatsoper Berlin als Stewa in Jenůfa.
1971 trat er an der San Francisco Opera als Alwa in Lulu auf. Die Rolle gehörte zu den von ihm sehr häufig gesungenen Partien. Er sang den Alwa auch am Grand Théâtre de Genève (1986) und in Madrid (1988). Im Ausland sang er weiters an der Mailänder Scala, an der Oper Rom sowie an den Opernhäusern in Lyon und Nancy. Als Konzertsänger trat er u. a. im Verdi-Requiem auf; bei einer Aufführung im März 1980 mit dem Bruckner Orchester Linz erfüllte er „zur besten Zufriedenheit“ die Tenor-Partie.
Hopferwieser war über 50 Jahre verheiratet und Vater von zwei Kindern. Er starb nach kurzer, schwerer Krankheit in seiner Heimatstadt Graz, wo er auch lebte.

## Tondokumente
Hopferwiesers Stimme ist durch einige Opern-Gesamtaufnahmen, durch Rundfunkaufnahmen und durch verschiedene Live-Mitschnitte dokumentiert. Studioaufnahmen mit Hopferwieser sind jedoch selten. 1978 wurde bei Decca Records eine Gesamtaufnahme der Oper Lulu veröffentlicht, in der Hopferwieser die Partie des Alwa singt. Seine Partnerin ist Anja Silja; es dirigierte Christoph von Dohnányi. 1993 erschien bei dem Label Naxos eine Gesamtaufnahme der Operette Die Fledermaus, in der John Dickie und Gabriele Fontana seine Partner sind.
1975 wurde bei dem Label MRF ein Live-Mitschnitt der Oper Notre Dame aus der Wiener Volksoper veröffentlicht. Bei dem polnischen Label Muza erschien 1981 eine Live-Aufnahme der Oper Fidelio, in der Hopferwieser die Partie des Florestan singt. Die Aufführung wurde 1979 in Warschau mitgeschnitten und auf drei LPs veröffentlicht. Auf VHS wurde ein Live-Mitschnitt von 1986 aus der Bayerischen Staatsoper veröffentlicht, mit Hopferwieser als Alfred in der Operette Die Fledermaus, mit Pamela Coburn als Rosalinde.